# Polikarpov TB-2
Le Polikarpov TB-2 (russe : Поликарпов ТБ-2) était un prototype soviétique de bombardier lourd, conçu et testé dans les années 1920. C'était un sesquiplan avec une structure en bois, et les moteurs montés sur l'aile basse. Les travaux sur l'unique prototype commencèrent en 1927, et il fut testé en 1930. Bien que les performances du TB-2 furent supérieures à celles du Tupolev TB-1 en service à ce moment-là, elles furent considérées comme insuffisantes pour cette époque et le projet fut abandonné.

## Spécifications (TB-2)
- Vitesse ascensionnelle : 12 min à 3 000 m
- Temps de demi-tour horizontal : 26 s
- Distance de roulage au décollage : 210 m
- Distance de roulage à l'atterrissage : 180 m

## Sources
- (en) Cet article est partiellement ou en totalité issu de l’article de Wikipédia en anglais intitulé « Polikarpov TB-2 » (voir la liste des auteurs).